# Les Amours de Cassandre
Pour les articles homonymes, voir Cassandre (homonymie).
Les Amours de Cassandre est un recueil de poèmes en décasyllabes de Pierre de Ronsard, paru en 1552.

## Genèse et publication

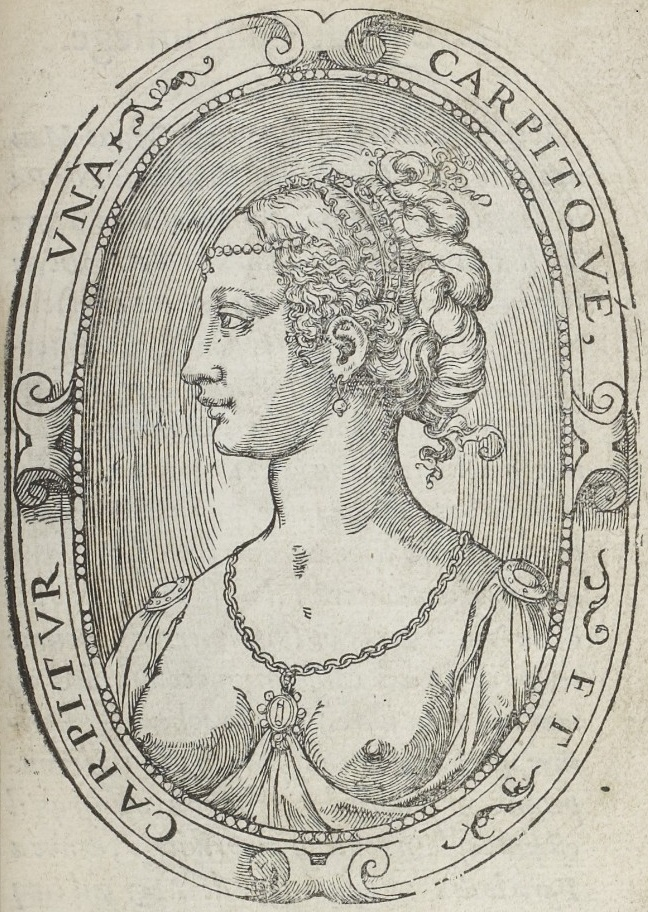
Portrait de Cassandre Salviati à 20 ans, en frontispice des Amours.

C'est dans Les Amours  que Ronsard ajoute des règles au sonnet : deux quatrains où alternent rimes masculines et rimes féminines. Il fait l’éloge de la beauté physique et de la perfection morale de quelques personnages féminins, devenus célèbres grâce à la puissance évocatrice de ses images : Cassandre, Marie, Hélène.
Les Amours de Cassandre porte sur Cassandre Salviati (v. 1530-1607), fille de Bernardo Salviati, un des banquiers de François Ier. Cassandre est une jeune fille italienne rencontrée par le poète le 21 avril 1545 à Blois à un bal de la cour. Elle a environ quatorze ans et lui vingt-et-un. Ronsard ne pouvait épouser la jeune fille, car il était clerc tonsuré. Cassandre épousa Jean Peigné, seigneur de Pray l'année suivante.
À l'imitation de Pétrarque, qui chantait son amoureuse Laure, il fait de Cassandre son égérie, célébrant un amour tout imaginaire dans un style précieux avec comparaisons mythologiques et mignardises.
Le recueil sera repris et complété une première fois en 1553, puis  en 1560 sous le titre Premier Livre des amours.
Le Second Livre des amours, qui lui succède, est en partie dédié à Cassandre et en partie à Marie.

## Accueil
En 1556 la parution du recueil Les Amours, dit Amours de Cassandre, à la suite du succès des Odes (1550-1552), confirme les talents du jeune poète, même si la cour reste encore réticente et si certains lui reprochent son abandon du style de Pindare pour celui de Pétrarque. Lui succéderont Continuation des Amours en 1555 appelé aussi Les Amours de Marie (1555), ainsi que Sonnets pour Hélène (1578).

## Éditions

### Collectives
D’après François Rouget :
- 1560 : in-16, comprend 24 pièces nouvelles.
- 1567 : in-4.
- 1571 : in-16 comprend 29 pièces nouvelles.
- 1572-1573 : in-16 comprend 1 pièce nouvelle.
- 1578 : in-16, comprend 238 pièces nouvelles.
- 1584 : la dernière publiée du vivant de l’auteur, comprend 32 pièces nouvelles.
- 1586 : édition posthume, comprend 30 pièces nouvelles

### Contemporaines
- Paul Laumonier (puis R. Lebègue et I. Silver), Ronsard, œuvres complètes, Paris, STFM, 1914-1975.
- Jean Céard, Daniel Ménager, Michel Simonin, Ronsard, œuvres complètes, Paris, Gallimard, Bibliothèque de la Pléiade, t. I, 1993- t. II, 1994.
- François Roudaut, Ronsard. Les Amours et autres poèmes, Paris, Le livre de poche, « Classiques », 2021, n° 36026,